# Чуйози
Чуйози (рос. Чуйозы) — село Онгудайського району, Республіка Алтай Росії. Входить до складу Інінського сільського поселення.
Населення — 28 осіб (2014 рік).
На території села діє інформаційний музей-центр. В околицях розташовані петрогліфічні комплекси «Калбак-Таш» та «Ялбак-Таш».

## Географія
Село розташоване за 2 кілометри від злиття Чуї з Катунню.

## Історія
Раніше це село було центральною садибою природно-господарського парку «Чуй-Оози», утвореного в 2002 році з метою збереження способу життя корінного населення, природних комплексів та об'єктів. Але в 2011 році парк був скасований через відсутність зацікавленості корінного населення в розвитку парку та залучення додаткових туристів.